# 3e congrès des États-Unis
4 mars 1793 – 4 mars 1795
Sessions
Précédent Suivant
Le 3e congrès des États-Unis est la législature fédérale américaine, composée du Sénat et de la Chambre des représentants, débutant le 4 mars 1793 et s'achevant le 3 mars 1795.
Il n'existe pas encore de partis politiques : les sénateurs et représentants sont classés a posteriori suivant leur approbation (pro-administration) ou leur opposition (anti-administration) à la politique du président George Washington.

## Sessions

### Session extraordinaire
Une session extraordinaire a lieu le 4 mars 1793 au Congress Hall de Philadelphie.

### Première session
La première session se déroule du 2 décembre 1793 au 9 juin 1794 au Congres Hall de Philadelphie.
- 4 mars 1794 : Adoption du XIe amendement.
- 27 mars 1794 : Naval Act of 1794.

### Deuxième session
La deuxième session se déroule du 3 novembre 1794 au 3 mars 1795 au Congres Hall de Philadelphie.
- 29 janvier 1795 : Naturalization Act of 1795 (en).

## Composition

### Sénat
|                                   | Parti                                         | Parti | Total | Sièges vacants |
| Pro-Administration (Fédéralistes) | Anti-Administration (Républicains-démocrates) |       | Total | Sièges vacants |
| --------------------------------- | --------------------------------------------- | ----- | ----- | -------------- |
| Début                             | 16                                            | 14    | 30    |                |
| Fin                               | 17                                            | 13    | 30    |                |

### Chambre des représentants
Ajout de nouveaux sièges dans les régions de l'Ouest à la suite du recensement des États-Unis de 1790
|                                   | Parti                                         | Parti | Total | Sièges vacants |
| Pro-Administration (Fédéralistes) | Anti-Administration (Républicains-démocrates) |       | Total | Sièges vacants |
| --------------------------------- | --------------------------------------------- | ----- | ----- | -------------- |
| Début                             | 50                                            | 55    | 105   |                |
| Fin                               | 49                                            | 54    | 103   | 2              |

## Membres

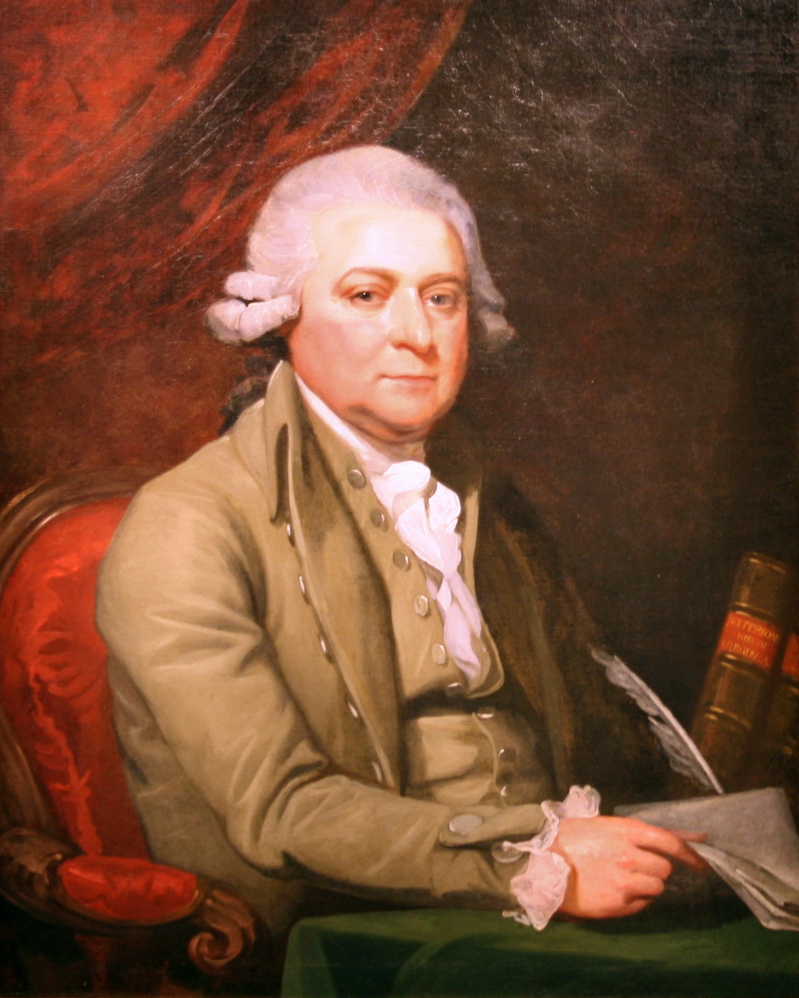
Le président du Sénat John Adams.
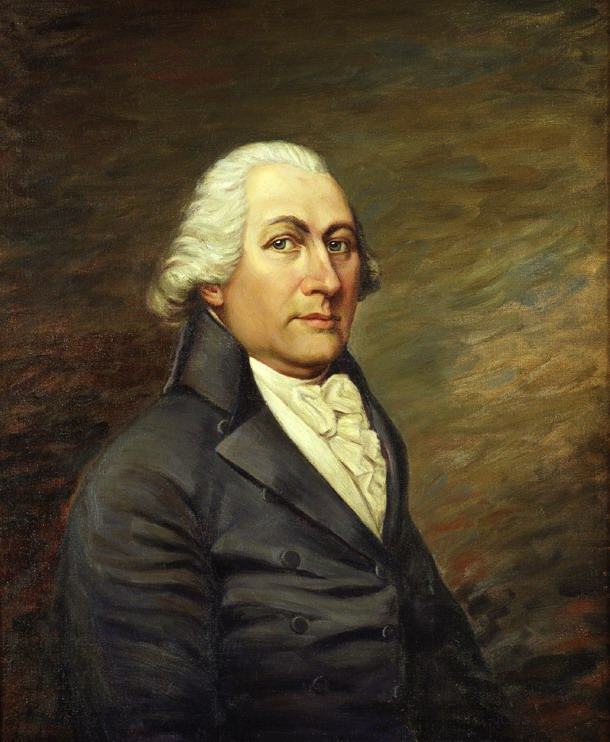
Le président pro tempore du Sénat John Langdon.
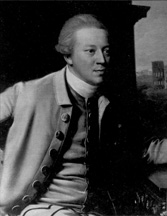
Le président pro tempore du Sénat Ralph Izard.
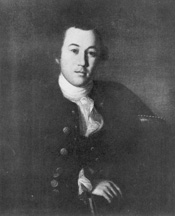
Le président pro tempore du Sénat Henry Tazewell.
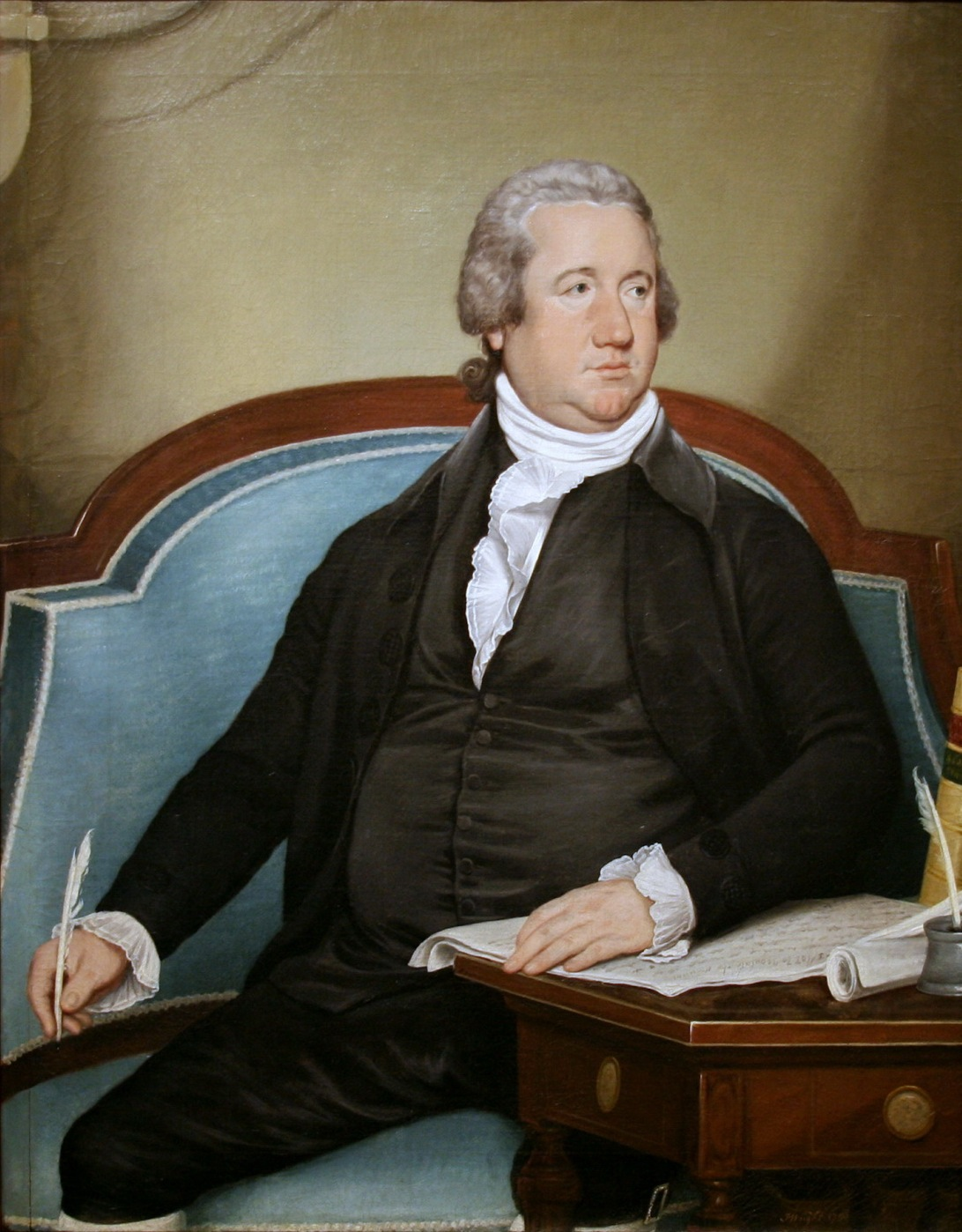
Le président de la Chambre des représentants Frederick Muhlenberg.

### Sénat
- Président : John Adams (P)
- Président pro tempore : John Langdon (P), élu le 4 mars 1793, puis Ralph Izard (P), élu le 31 mai 1794, puis Henry Tazewell (A), élu le 20 février 1795

Le Sénat est renouvelé par tiers tous les deux ans, avec des mandats de six ans. Le mandat des sénateurs de classe 1 débute avec le 2e Congrès ; celui des sénateurs de classe 2 débute avec ce Congrès ; et celui des sénateurs de classe 3 prend fin avec ce Congrès.
Le Sénat compte 30 membres.
| - Caroline du Nord : - 3. Benjamin Hawkins (A) - 2. Alexander Martin (A) - Caroline du Sud : - 2. Pierce Butler (A) - 3. Ralph Izard (P) - Connecticut : - 1. Oliver Ellsworth (P) - 3. Roger Sherman (P) jusqu'au 23 juillet 1793 (décès) - 3. Stephen Mitchell (P) à partir du 2 décembre 1793 - Delaware : - 1. George Read (P) jusqu'au 18 septembre 1793 (démission) - 1. Henry Latimer (P) à partir du 7 février 1795 - 2. John Vining (P) - Géorgie : - 3. James Gunn (A) - 2. James Jackson (A) - Kentucky : - 3. John Edwards (A) - 2. John Brown (A) - Maryland : - 3. John Henry (P) - 1. Richard Potts (P) - Massachusetts : - 2. Caleb Strong (P) - 1. George Cabot (P) | - New Hampshire : - 3. John Langdon (P) - 2. Samuel Livermore (A) - New Jersey : - 1. John Rutherfurd (P) - 2. Frederick Frelinghuysen (P) - New York : - 3. Rufus King (P) - 1. Aaron Burr (A) - Pennsylvanie : - 3. Robert Morris (P) - 1. siège vacant jusqu'au 2 décembre 1793 - 1. Albert Gallatin (A) du 2 décembre 1793 au 28 février 1794 (contesté) - 1. James Ross (P) à partir du 24 avril 1794 - Rhode Island : - 1. Theodore Foster (P) - 2. William Bradford (P) - Vermont : - 1. Moses Robinson (A) - 3. Stephen R. Bradley (A) - Virginie : - 1. James Monroe (A) jusqu'au 11 mai 1794 (démission) - 1. Stevens Mason (A) à partir du 18 novembre 1794 - 2. John Taylor (A) jusqu'au 11 mai 1794 (démission) - 2. Henry Tazewell (A) à partir du 18 novembre 1794 |

### Chambre des représentants
La Chambre des représentants compte 105 membres.
- Président : Frederick Muhlenberg (A)

| - Caroline du Nord (10) : - 1. Joseph McDowell (A) - 2. Matthew Locke (A) - 3. Joseph Winston (A) - 4. Alexander Mebane (A) - 5. Nathaniel Macon (A) - 6. James Gillespie (A) - 7. William Barry Grove (P) - 8. William Johnston Dawson (A) - 9. Thomas Blount (A) - 10. Benjamin Williams (A) - Caroline du Sud (6) : - 1. William L. Smith (P) - 2. John Hunter (A) - 3. Lemuel Benton (A) - 4. Richard Winn (A) - 5. Alexander Gillon (A) jusqu'au 6 octobre 1794 (décès) - 5. Robert Goodloe Harper (P) à partir du 9 février 1795 - 6. Andrew Pickens (A) - Connecticut (7) : - Joshua Coit (P) - James Hillhouse (P) - Amasa Learned (P) - Zephaniah Swift (P) - Uriah Tracy (P) - Jonathan Trumbull, Jr. (P) - Jeremiah Wadsworth (P) - Delaware (1) : - John Patten (A) jusqu'au 14 février 1794 (élection contestée) - Henry Latimer (P) du 14 février 1794 au 7 février 1795 (démission) - siège vacant à partir du 7 février 1795 - Géorgie (2) : - Abraham Baldwin (A) - Thomas P. Carnes (A) - Kentucky (2) : - 1. Christopher Greenup (A) - 2. Alexander D. Orr (A) - Maryland (8) : - 1. George Dent (P) - 2. John F. Mercer (A) jusqu'au 13 avril 1794 (démission) - 2. Gabriel Duvall (A) à partir du 11 novembre 1794 - 3. Uriah Forrest (P) jusqu'au 8 novembre 1794 (démission) - 3. Benjamin Edwards (P) jusqu'au 2 janvier 1795 - 4. Thomas Sprigg (A) - 5. Samuel Smith (A) - 6. Gabriel Christie (A) - 7. William Hindman (P) - 8. William Vans Murray (P) - Massachusetts (14) : - 1a. Fisher Ames (P) - 1b. Samuel Dexter (P) - 1c. Benjamin Goodhue (P) - 1d. Samuel Holten (A) - 2a. Dwight Foster (P) - 2b. William Lyman (A) - 2c. Theodore Sedgwick (P) - 2d. Artemas Ward (P) - 3a. Shearjashub Bourne (P) - 3b. Peleg Coffin Jr. (P) - 4a. Henry Dearborn (A) - 4b. George Thatcher (P) - 4c. Peleg Wadsworth (P) - David Cobb (P) | - New Hampshire (4) : - Nicholas Gilman (P) - John Sherburne (A) - Jeremiah Smith (P) - Paine Wingate (P) - New Jersey (5) : - John Beatty (P) - Elias Boudinot (P) - Lambert Cadwalader (P) - Abraham Clark (P) jusqu'au 15 septembre 1794 (décès) - Aaron Kitchell (P) à partir du 29 janvier 1795 - Jonathan Dayton (P) - New York (10) : - 1. Thomas Tredwell (A) - 2. John Watts (P) - 3. Philip Van Cortlandt (A) - 4. Peter Van Gaasbeck (P) - 5. Theodorus Bailey (A) - 6. Ezekiel Gilbert (P) - 7. John E. Van Alen (P) - 8. Henry Glen (P) - 9. James Gordon (P) - 10. Silas Talbot (P) jusqu'au 5 juin 1794 (démission) - siège vacant à partir du 5 juin 1794 - Pennsylvanie (13) : - James Armstrong (P) - William Findley (A) - Thomas Fitzsimons (P) - Andrew Gregg (A) - Thomas Hartley (P) - Daniel Hiester (A) - William Irvine (A) - John W. Kittera (P) - William Montgomery (A) - Frederick Muhlenberg (A) - Peter Muhlenberg (A) - Thomas Scott (P) - John Smilie (A) - Rhode Island (2) : - Benjamin Bourne (P) - Francis Malbone (P) - Vermont (2) : - 1. Israel Smith (A) - 2. Nathaniel Niles (A) - Virginie (19) : - 1. Robert Rutherford (A) - 2. Andrew Moore (A) - 3. Joseph Neville (A) - 4. Francis Preston (A) - 5. George Hancock (P) - 6. Isaac Coles (A) - 7. Abraham B. Venable (A) - 8. Thomas Claiborne (A) - 9. William B. Giles (A) - 10. Carter B. Harrison (A) - 11. Josiah Parker (P) - 12. John Page (A) - 13. Samuel Griffin (P) - 14. Francis Walker (A) - 15. James Madison (A) - 16. Anthony New (A) - 17. Richard Bland Lee (P) - 18. John Nicholas (A) - 19. John Heath (A) - Territoire du Sud-Ouest (1) : - James White (en) (non-votant) à partir du 3 septembre 1794 |